# Jean Masson (collectionneur)
Pour les articles homonymes, voir Jean Masson et Masson.
Jean Masson, né à Amiens le 1er juillet 1856 où il est mort en juin 1933, est un industriel français et collectionneur de livres anciens, de xylographes, de manuscrits et de dessins. Le 21 février 1925, il lègue ses collections à l'École des Beaux-Arts de Paris, à la condition qu'elles restent ensemble et ne soient pas mêlées à d'autres fonds. Le « cabinet Masson », qui comporte entre autres de rarissimes coffrets à estampe, est installé à cette fin au sein de l'institution.